# Vincent Who?
Vincent Who? (englisch für „Vincent Wer?“) ist ein US-amerikanischer Dokumentarfilm aus dem Jahr 2009 über den Mord an Vincent Chin in Detroit, Michigan.

## Inhalt
Vincent Chin war ein chinesischstämmiger US-Amerikaner, der am 19. Juni 1982 von Ronald Ebens und Michael Nitz in Detroit mit einem Baseballschläger so geschlagen wurde, dass er vier Tage später an seinen Verletzungen starb. Als Mordmotiv wurde Rassenhass ermittelt. Ebens und sein Stiefsohn Nitz arbeiteten beide in der Automobilindustrie in der Nähe Detroits und Nitz hatte seine dortige Anstellung verloren. Die beiden Mörder machten für diesen Jobverlust pauschal alle Japaner verantwortlich. Das Opfer hatten sie für einen Japaner gehalten und deswegen erschlagen.
Die Täter wurden verhaftet und zu drei Jahren Gefängnis auf Bewährung und einer Geldstrafe von 3750 US-Dollar verurteilt. Sie verbrachten keinen Tag in Haft. Der Richter Charles Kaufman, der das Urteil fällte, sagte im Film dazu: „These weren’t the kind of men you send to jail.“ (Das waren nicht die Art von Menschen, die man ins Gefängnis schickt.)

## Hintergrund
Produzent Curtis Chin (nicht mit Vincent Chin verwandt) interviewte ca. 80 junge Amerikaner mit asiatischer Herkunft, ob sie von Vincent Chin gehört hätten, was diese verneinten. Die National Association for Multicultural Education verlieh Vincent Who? 2009 den Multicultural Media Award.